# 炎 (X-ファイルのエピソード)
「炎」（原題:Fire）は『X-ファイル』のシーズン1第12話で、1993年12月17日にFOXが初めて放送した。

## スタッフ
- 監督：ラリー・ショウ
- 脚本：クリス・カーター

## キャスト

### レギュラー
- デイヴィッド・ドゥカヴニー - フォックス・モルダー特別捜査官
- ジリアン・アンダーソン - ダナ・スカリー特別捜査官

### ゲスト
- マーク・A・シェパード - ボブ/セシル・ライヴリー
- アマンダ・ペイズ - フィービー・グリーン
- ダン・レット - サー・マルコム・マースデン
- ローリー・ペイトン - ミセス・マースデン
- ダンカン・フレイザー - ミスター・ビーティ
- キーガン・マッキントッシュ - ミカエル
- リンダ・ボイド - バーにいた女

## ストーリー
イギリスのボシャムに住む、ある金持ちの紳士が仕事に出かけようとしていたところ、彼の服に突然火が付いた（人体自然発火現象）。彼が死んでいく様子を、庭師のセシル・ライヴリーがじっと見ていた。
一方ワシントンD.C.では、モルダーとスカリーはロンドン警視庁の刑事、フィービー・グリーンの訪問を受ける。グリーンはオクスフォード大学に通っていた頃、モルダーと交際していた。グリーンはイギリスで発生している連続放火犯の行方を追っているという。犯人はイギリスの上流階級を狙い、証拠を残すことなく焼き殺していた。各事件の唯一の共通点は、被害者の妻が犯人からラブレターを送られていることだった。犯人の標的となったサー・マルコム・マースデンはイギリスからケープコッドに避難してきていた。モルダーとスカリーはパイロテクニクスの専門家の元を訪れ、「証拠を残さずに被害者を焼き殺すにはロケット燃料を使うしかない」という助言を得る。
モルダーはスカリーに「グリーンは僕の火恐怖症を知っているはずだ。それなのに放火犯の捜査への協力を求めてきた。」と言った。その頃、ライヴリーはマースデン一家の避難先の管理人ボブを殺害して成りすまし、一家を出迎えた。その際には、イギリス訛りではなく、アメリカ風のアクセントで応対した。ボブは家の壁を塗り替えるふりをして、ロケット燃料入りの塗料を壁に塗った。ライヴリーは風邪をひいたマースデン家の運転手に咳止めを買ってくると申し出た。その帰りに、ライヴリーは町のバーを訪れ、パイロキネシスの力を用いてそのバーに火をつけた。
モルダーとグリーンはバーの火災で負傷した女性に話を聞いていた。彼女によると、放火犯には何にでも着火できる能力があるという。ライヴリーは運転手に有毒物質入りのシロップを咳止めだと言って渡した。それを飲んだ運転手はさらに具合が悪くなった。マースデンは体調を崩した運転手の代わりに、ライヴリーに運転を依頼した。マースデンが参加するパーティの警備のために、モルダーとグリーンはボストンへ向かった。その頃、スカリーは犯人の身元の特定作業を行っていた。
気が緩んだモルダーとグリーンはダンスを踊り始める。ホテルに到着したスカリーはそんな2人の様子を見てしまう。スカリーはホテルのロビーにいたライヴリーと目が合った。次の瞬間、非常ベルが鳴り響き、マースデンの部屋から出火したことが判明した。そこには子供たちが取り残された。モルダーは子供たちを救助しようとしたが、火への恐怖と酷い煙のために倒れこんでしまった。子供たちはライヴリーによって救助された。モルダーが意識を取り戻したころ、スカリーはグリーンにボブの身元について尋ねた。グリーンはボブの身元に関してはしっかり調査しているので心配しなくてもよいと答える。グリーンはモルダーに、明日マースデン一家と一緒にイングランドに戻ることを伝える。
スカリーとモルダーは犯人の身元に関する検討を始め、ライヴリーが放火犯なのではないかと考える。バーの放火の負傷者からの情報で作成した似顔絵もライヴリーの顔にそっくりだった。マースデンの家に到着するとすぐに、モルダーとスカリーは運転手が浴室で黒焦げになっているのを見つける。少しして、2階が炎に包まれた。モルダーは火への恐怖心を抱くが、子供たちの救出のために力を振り絞った。スカリーはライヴリーに銃を突きつけたが、追い詰められたライヴリーはスカリーの近くの壁に放火した。ライヴリーは逃走しようとしたが、グリーンにロケット燃料をかけられ、混乱のあまり自分自身に着火してしまった。
事件解決後、グリーンとマースデン一家はイギリスへ戻った。ライヴリーは裁判を受けるまでの間、医療施設に拘禁されていた。ライヴリーは大やけどを負ったにも拘らず、驚異的なスピードで回復していた。ライヴリーが看護師にタバコを所望するシーンをもって、本エピソードは終わる。

## 製作
放火犯に狙われるマルコム・マースデンの名前は、シーズン1でヘアスタイリストを務めていた人物からとられたものである。モルダーとライヴリーが廊下で向かい合った直後に、ライヴリーが壁一面に放火するシーンを撮影したとき、ライヴリーを演じるマーク・シェパードは火が付いた瞬間に安全地帯に身を隠さなければならなかった。タイミングを間違えれば、大火傷を負う可能性があった。本エピソードでは、火を用いた撮影が行われたが、負傷したのはドゥカヴニー一人であった（ドゥカヴニーが負った軽いやけどの痕は今でも彼の手に残っている）。ホテルでのシーンの撮影に使われたのはバンクーバーにあるヴェナブル・プラザ・ホテルである。ホテルから出火するシーンの撮影はスタジオで組み立てられたセットで行われ、スタントマンが起用された。いくつかのシーンでは撮りためていたフッテージが使用された。冒頭のシーンの撮影には、シーズン1第5話「ジャージー・デビル」でも使用された豪邸が使われた。製作総指揮を務めるR・W・グッドウィンは「『炎』の撮影は大変だったよ。炎を用いたスタント自体が大掛かりなものだった。緻密な計画とセンスが必要だったのは言うまでもない。いいものを作りたかったからね。」と回想している。
当初の予定では、フィービー・グリーンがシリーズの他のエピソードにも登場する予定だったが、最終的にはこのエピソードのみの登場になってしまった。クリス・カーターは「モルダーの昔の恋人を登場させることで、モルダーの過去に少し触れてみるのも面白いと思ったんだ。スコットランド・ヤードの女性刑事を登場させてみたいと常々思っていたんだ。」と述べている。

## 評価
1993年12月17日、FOXは本エピソードを初めてアメリカで放映し、1110万人の視聴者（640万世帯）を獲得した。
『エンターテインメント・ウィークリー』は本エピソードにB評価を下し、「マーク・シェパードは才気迸る演技を披露してくれた。」「フィービー・グリーンは視聴者をイラつかせる存在で、「炎」にとって不要な登場人物だった。魅力を感じなかった。」と述べている。『A.V.クラブ』のキース・フィップスは本エピソードにC評価を下し、「物語が不自然で、製作されなくてもよかったエピソードだ。」「モルダーとフィービー・グリーンが恋愛関係にあったとは信じがたい。」と評している。『デン・オブ・ギーク』のマット・ハイは「『炎』は素晴らしいエピソードだ。モルダーとスカリーの間に男女関係としての緊張が走ったのが特に素晴らしい。」と述べている。
クリス・カーターは「『炎』はとても人気のあるエピソードだ。それを聞いて僕は嬉しくなった。今までの蓄積があったからこそ、いい作品を作ることができたのだと思う。演出もうまい。しかし、僕には、話を広げ過ぎてしまったために、まとまりに欠けているようにも思える。何かが足りないんだ。」と述べている。